# Pierre Trofimoff
Pierre Trofimoff est un peintre français né le 20 octobre 1925 à Marseille et mort le 27 juin 1996 à La Valette-du-Var. 

## Biographie
Peintre de la Provence et en particulier de Marseille et de la région toulonnaise. Il a vécu avec son épouse une longue partie de sa vie à Dardennes, un hameau dépendant du Revest-les-Eaux juste à côté de Toulon. Nombre de ses tableaux à l'huile et de ses encres de Chine représentent Toulon et Dardennes.
On peut retrouver une partie de ses oeuvres au musée Cantini à Marseille.

## Sources
- Le Revest-les-Eaux, Tourris, Val d'Ardène, illustrations d'Eugène Baboulène, Imprimerie P. Croset, Marseille, 1963.
- Base Joconde

## Notes et références

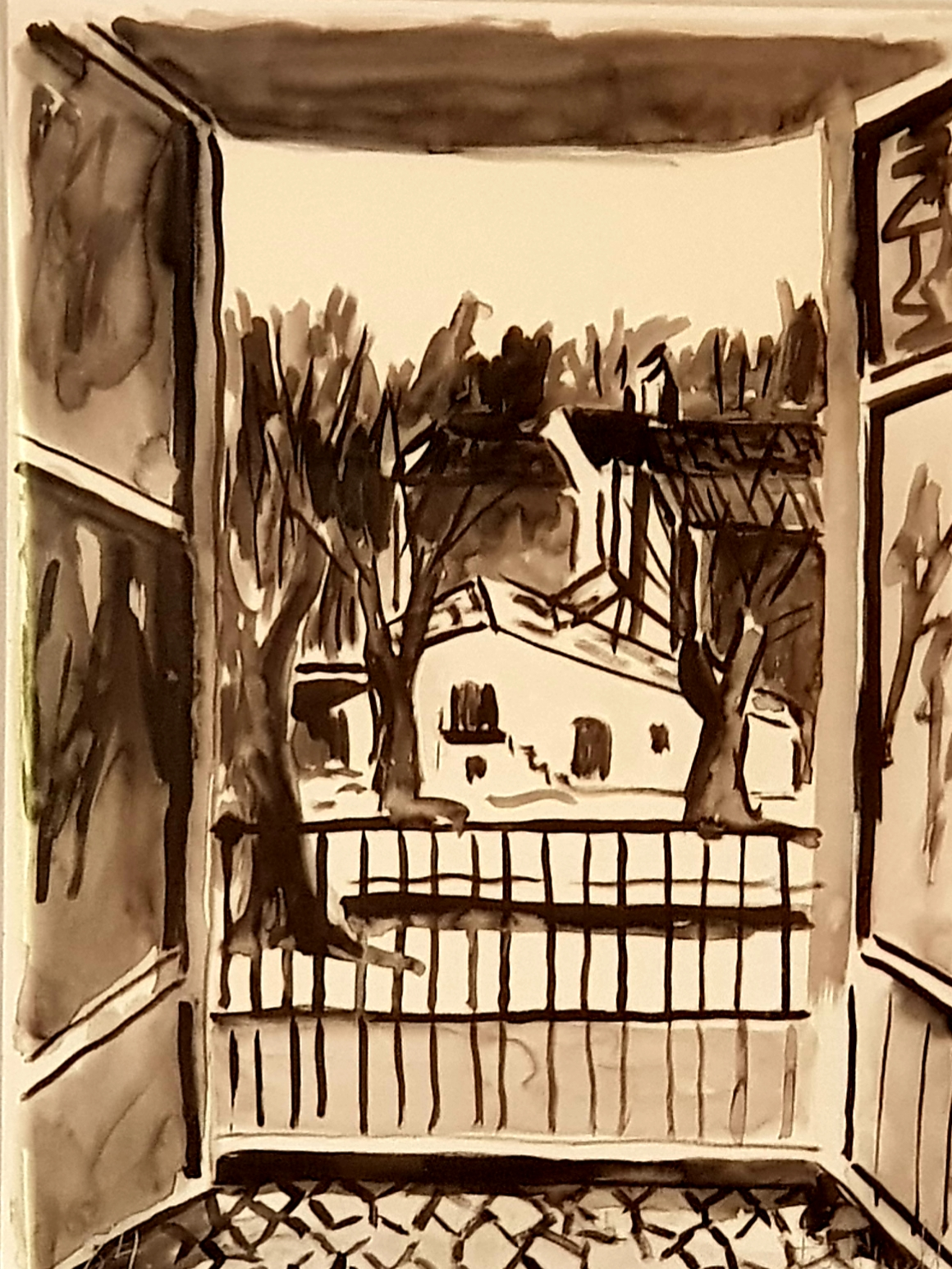
Collection Jean Verne

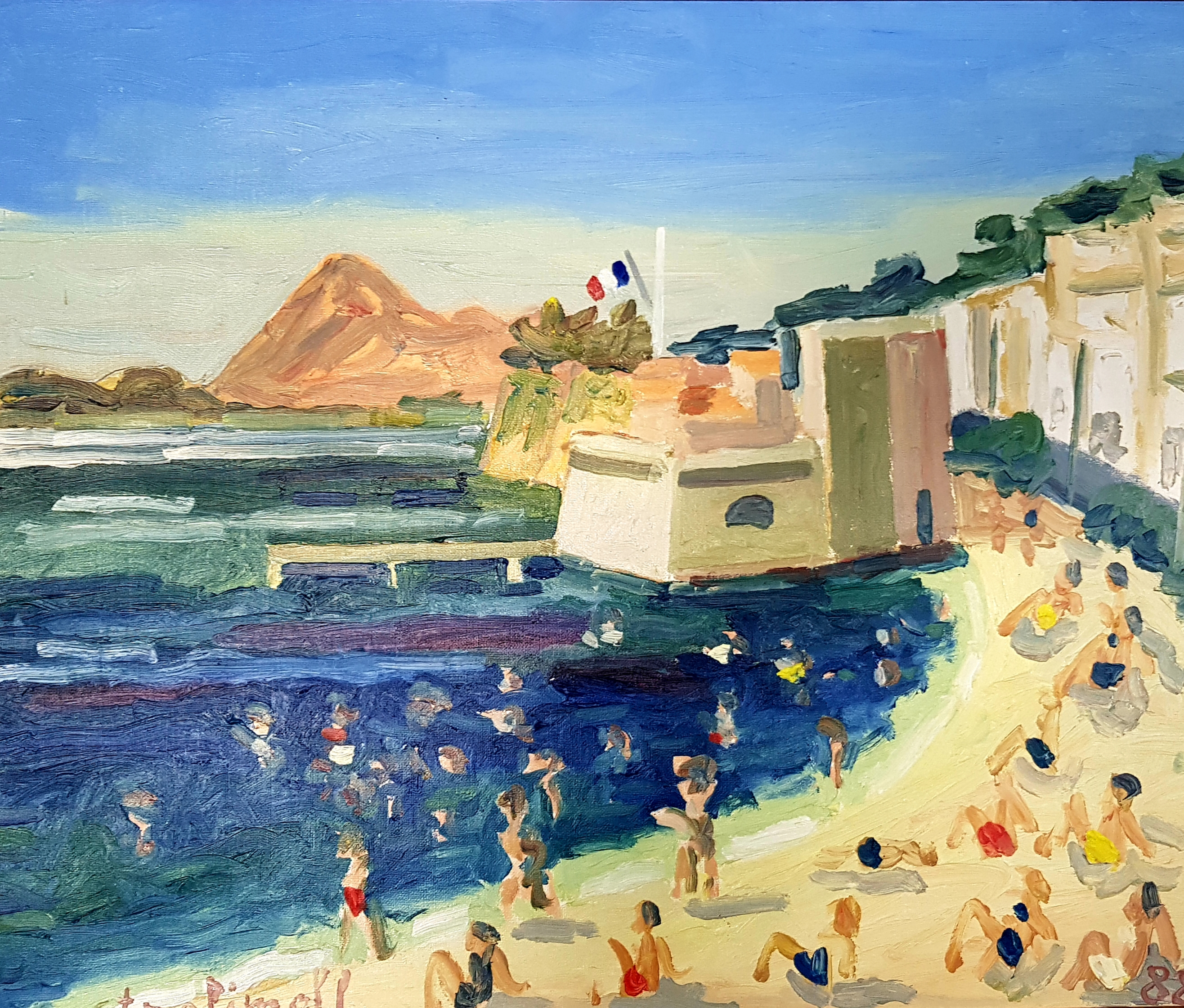
collection Jean Verne

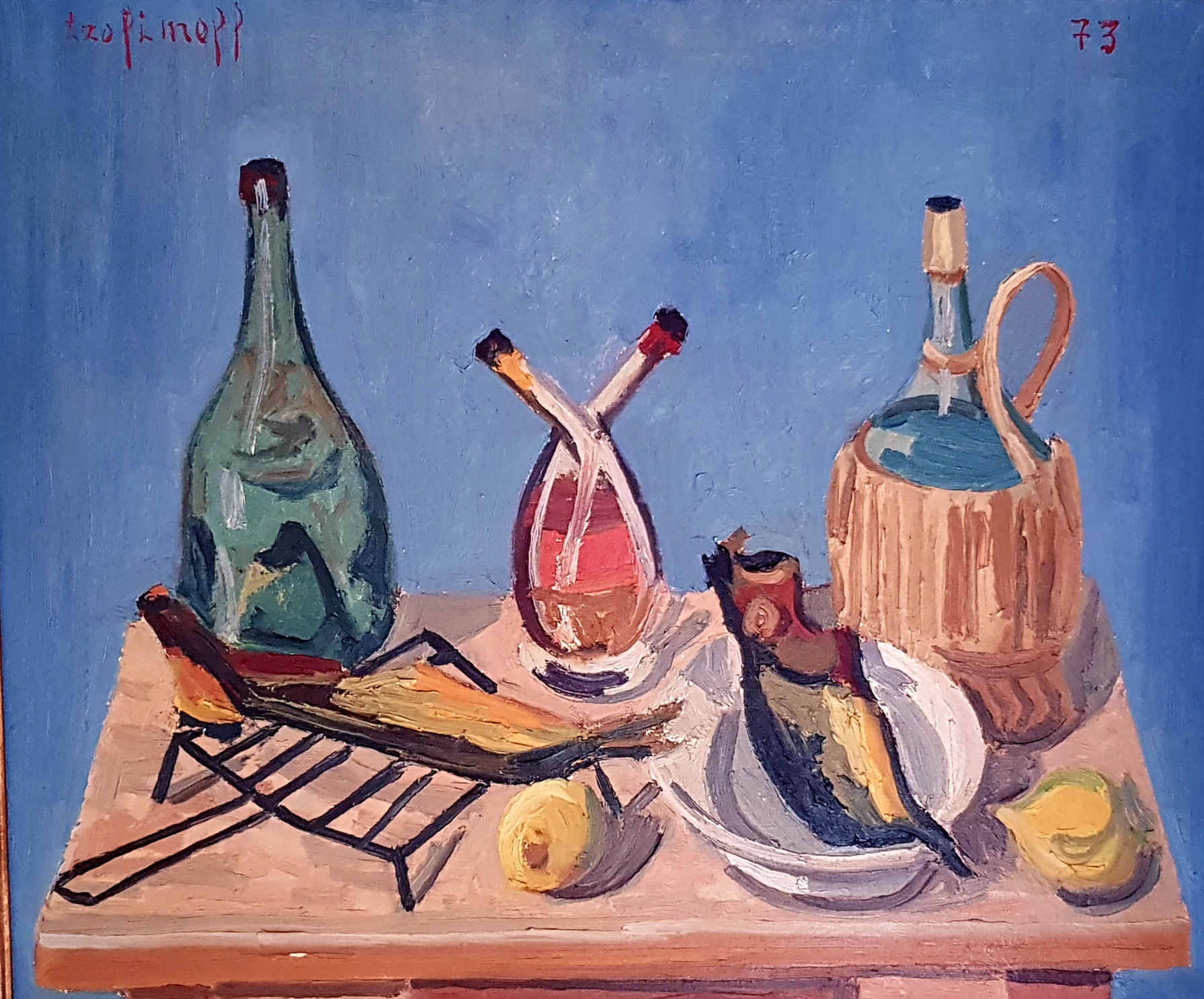
Collection Jean Verne

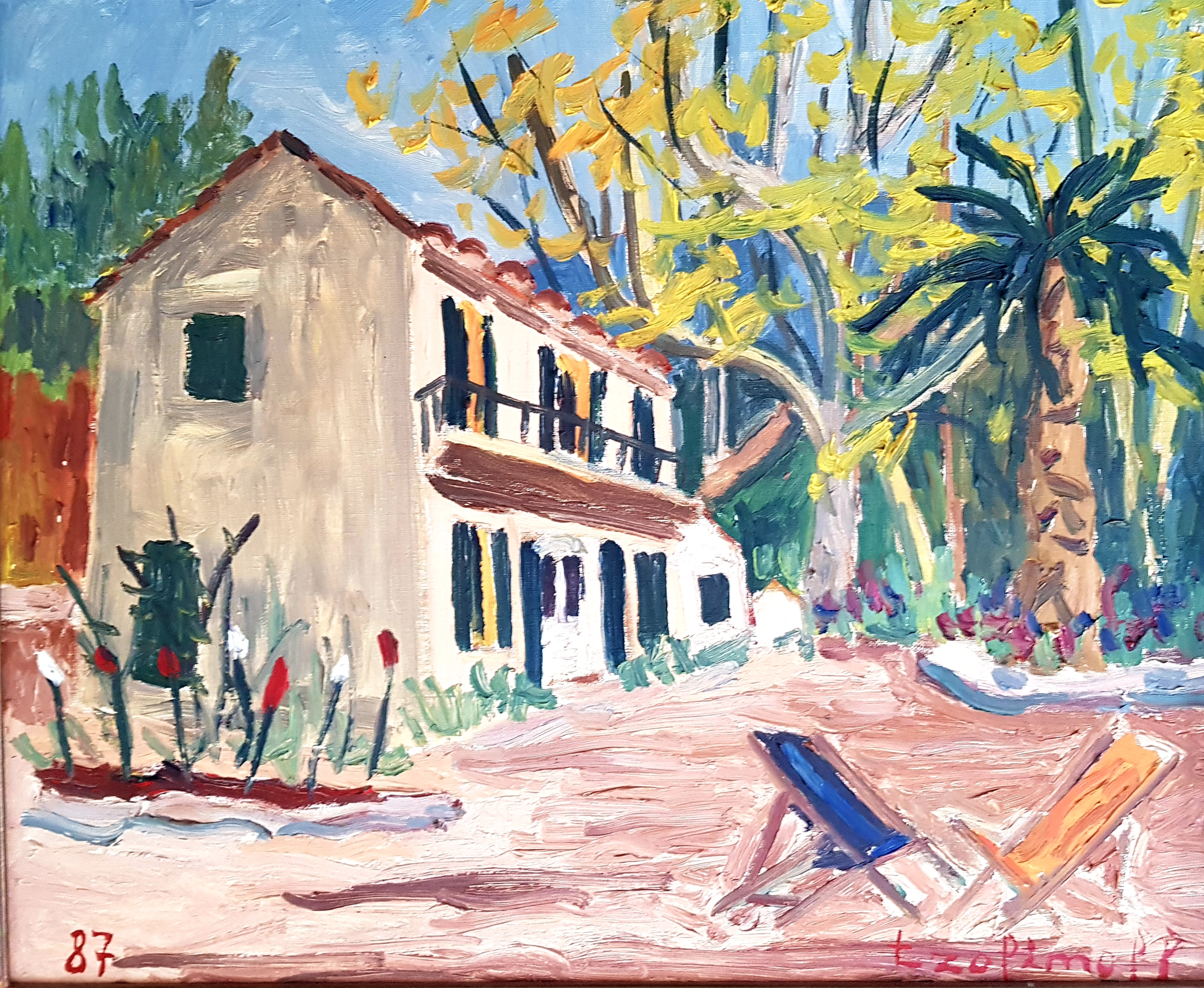
Collection Jean Verne